# Référendum bulgare de 1946
Un référendum pour devenir une république a eu lieu en Bulgarie le 8 septembre 1946. Les résultats furent à 95,6 % en faveur du changement, avec une participation de 91,7 %. Une constitution républicaine a été adoptée l'année suivant le référendum.
Ce plébiscite est en fait un moyen utilisé par le Parti communiste bulgare dans le Front patriotique pour conquérir la Bulgarie, alors sous occupation de l'Union soviétique. Ce référendum n'est pas prévu par les dispositions de la constitution bulgare de 1879 et est donc illégal. 
La propagande fut largement anti-monarchique, les journaux étant aux ordres des autorités communistes qui pendant deux ans ont épuré toute l'administration et la classe politique. De plus, la royauté n'était pas très populaire, étant tenue responsable de deux défaites durant la Première Guerre mondiale et la Seconde Guerre mondiale.
Le résultat est écrasant et fut validé malgré les nombreuses fraudes. La République populaire de Bulgarie — État communiste du bloc de l'Est — est proclamée par l'Assemblée nationale le 15 septembre 1946, succédant au Royaume de Bulgarie. La tsarine Jeanne de Savoie et ses enfants, dont Siméon II, quittent le lendemain la Bulgarie en direction de l'Égypte.

## Résultats
| Choix                    | Votes     | %    |
| ------------------------ | --------- | ---- |
| République               | 3 833 183 | 95,6 |
| Monarchie                | 175 231   | 4,4  |
| Invalide/blanc votes     | 124 507   | –    |
| Total                    | 4 132 921 | 100  |
| Source: Nohlen et Stöver |           |      |